# Sean Perry
Sean Perry (* 5. Dezember 1996) ist ein professioneller US-amerikanischer Pokerspieler.

## Persönliches
Perry ist der Sohn des Pokerspielers Ralph Perry, der bei der World Series of Poker im Jahr 2002 am Finaltisch des Main Events saß und 2006 ein Bracelet gewann. Wie sein Vater lebt Sean Perry in Las Vegas.

## Pokerkarriere
Perry erzielte seine ersten Geldplatzierungen bei Live-Pokerturnieren ab März 2017 im Seminole Hard Rock Hotel & Casino in Hollywood, Florida. Beim Seminole Hard Rock Poker Showdown belegte er dort am 30. März 2017 einen mit knapp 75.000 US-Dollar dotierten zweiten Platz und gewann zwei Tage später sein erstes Live-Turnier mit einer Siegprämie von rund 11.000 US-Dollar. Im Hotel Bellagio in Paradise am Las Vegas Strip erreichte er Anfang Dezember 2017, wenige Tage nach seinem 21. Geburtstag, durch den er erst das nötige Alter zur Spielberechtigung in Nevada erlangt hatte, den Finaltisch beim Main Event der World Poker Tour und erhielt für seinen vierten Platz ein Preisgeld von über 500.000 US-Dollar. Anfang Juni 2018 war der Amerikaner erstmals bei der World Series of Poker (WSOP) im Rio All-Suite Hotel and Casino am Las Vegas Strip erfolgreich und kam beim Colossus in der Variante No Limit Hold’em in die Geldränge. Im Rahmen der US Poker Open erzielte er Mitte Februar 2019 seine erste Geldplatzierung im Aria Resort & Casino am Las Vegas Strip, in dem er seitdem Stammgast bei den regelmäßig ausgespielten Pokerturnieren mit Buy-ins von mindestens 10.000 US-Dollar ist. So gewann Perry in diesem Casino im Rahmen der PokerGO Tour am 1. April 2021 erstmals ein Event und ließ an den folgenden beiden Tagen zwei zweite Plätze folgen, wodurch er sich Preisgelder von mehr als 565.000 US-Dollar sicherte. In Hollywood wurde er Ende April 2021 Dritter beim High-Roller-Event des Seminole Hard Rock Poker Showdown und erhielt aufgrund eines Deals mit zwei anderen Spielern knapp 600.000 US-Dollar. Im Mai und August 2021 gewann der Amerikaner jeweils ein High Roller im Venetian Resort Hotel am Las Vegas Strip mit Hauptpreisen von 365.500 US-Dollar bzw. 290.000 US-Dollar. Bei der WSOP 2021 belegte er beim 100.000 US-Dollar teuren High Roller den mit knapp 600.000 US-Dollar dotierten vierten Platz. Insgesamt gewann Perry im Kalenderjahr sechs Turniere, die zum Katalog der PokerGO Tour zählten und sammelte damit nach Almedin Imširović und Michael Addamo die drittmeisten Turnierpunkte, wofür er eine Prämie von 50.000 US-Dollar erhielt. Anfang Februar 2022 gewann Perry im Aria Resort & Casino zwei Turniere des PokerGO Cup, sicherte sich Preisgelder von 872.000 US-Dollar und belegte hinter Jeremy Ausmus den zweiten Platz im Rennen um die PokerGO Cup Championship.
Insgesamt hat sich Perry mit Poker bei Live-Turnieren mehr als 6,5 Millionen US-Dollar erspielt.